# 強烈熱帶風暴泰利 (2023年)
強烈熱帶風暴泰利（英語：Severe Tropical Storm Talim，國際編號：2304，聯合颱風警報中心：WP042023，菲律賓大氣地球物理和天文管理局：Dodong）是2023年太平洋颱風季第4個被命名的風暴。「泰利」（國際音標：[taˈlim]）一名由菲律賓提供，是尖銳及鋒利的意思。
泰利影響菲律賓呂宋後，逐漸逼近華南沿岸，為該區的2023年風季揭開序幕。泰利在7月17日以颱風強度逼近廣東沿岸，是繼上年颱風暹芭後，香港天文台及澳門地球物理暨氣象局再次針對年內首個吹襲的熱帶氣旋發出八號熱帶氣旋警告信號，當中香港更是37年以來首次連續2年為年內首個襲港的風暴發出八號信號。

## 發展過程
2023年7月9日，一個熱帶擾動在菲律賓東方海域生成，美國海軍研究實驗室給予擾動編號95W，上午6時30分，聯合颱風警報中心將其評級提升為「低」。
7月13日晚上8時，日本氣象廳將其升格為熱帶低氣壓。上午9時30分，聯合颱風警報中心將其評級提升為「中」。
7月14日凌晨2時，台灣中央氣象局將其升格為熱帶低氣壓，給予編號TD05。上午8時，日本氣象廳對其發布烈風警報。上午9時30分，聯合颱風警報中心將其評級提升為「高」，並對其發布熱帶氣旋形成警報。上午11時，中國氣象局、香港天文台和澳門氣象局将其升格为熱帶低氣壓。晚上8時，聯合颱風警報中心將其升格為熱帶低氣壓，給予熱帶氣旋編號04W。
7月15日上午8時，聯合颱風警報中心、中國氣象局和香港天文台將其升格為熱帶風暴。上午11時，澳門氣象局將其升格為熱帶風暴。下午2時，日本氣象廳將其升格為熱帶風暴，給予國際編號2304，並命名「泰利」。同時，台灣中央氣象局將其升格為輕度颱風。
7月16日凌晨2時，中國氣象局率先將其升格為強熱帶風暴。上午5時，澳門氣象局將其升格為強烈熱帶風暴。上午8時，日本氣象廳和香港天文台將其升格為強烈熱帶風暴。晚上8時，香港天文台率先將其升格為颱風。
7月17日上午8時，澳門氣象局將其升格為颱風。下午2時，台灣中央氣象局將其升格為中度颱風。晚上10時22分，中國氣象局表示颱風泰利於廣東省湛江市南三島沿海登陸。
7月18日凌晨2時，台灣中央氣象局將其降格為輕度颱風。凌晨4時，澳門氣象局和香港天文台將其降格為強烈熱帶風暴。上午5時45分，中國氣象局表示颱風泰利於廣西壯族自治區北海市再次登陸。上午11時，聯合颱風警報中心對其發出最後警告。下午2時，日本氣象廳將其降格為熱帶風暴。下午5時，香港天文台和澳門氣象局將其降格為熱帶風暴。晚上8時，日本氣象廳和澳門氣象局將其降格為熱帶低氣壓。
7月19日凌晨2時，香港天文台將其降格為熱帶低氣壓。上午8時，香港天文台將其降格為低壓區。晚上8時，日本氣象廳和聯合颱風警報中心認為其已消散。
7月20日上午8時，日本氣象廳在天氣圖上移除該系統。

## 影響

### 菲律賓
當地發出之最高風暴信號：一號風暴信號

### 澳門
- 當地發出之最高熱帶氣旋信號：  八號東北風球 /   八號東南風球
- 當地發出之最高風暴潮警告：藍色風暴潮警告
- 最接近當地時間：2023年7月17日中午12時
- 最接近當地位置：澳門之西南偏南約220公里

隨著泰利由熱帶擾動升格為熱帶低氣壓，地球物理暨氣象局在7月14日上午11時55分發出「特別信息」，預料泰利將於當晚至翌日進入澳門800公里範圍，屆時當局將發出熱帶氣旋信號。氣象局在當日晚上10時半發出一號風球，當時泰利位於澳門之東南770公里，並表示一號風球會在翌日維持，亦指出會視乎泰利發展強度，評估是否需要改發更高風球；而7月16日下午至晚間分別發出三號風球及藍色風暴潮警告的機會為「中等」至「較高」。氣象局亦指，由於未來數日正值天文大潮，疊加風暴潮的影響，17至18日內港一帶有機會出現約0.3-0.7米水浸情況，呼籲請市民留意氣象局發布的最新天氣資訊；同時往來澳門的航班受到影響取消或是延誤。
7月15日，受泰利外圍下沉氣流影響，澳門當天非常熾熱及有煙霞出現，澳門各區普遍氣溫上升到36度以上，其中外港碼頭氣象站錄得當日最高38.6攝氏度，因此澳門的空氣質量檢測站大部分都達到普通至不良水平。
氣象局在7月15日上午11時表示翌日下午至晚上改發三號風球的機率為「較高」。隨後在下午5時指預料一號風球將在晚間維持。及後表示預料翌日澳門風力會逐漸增強，晚間風力約6至7級，間中會有8級風。因此翌日下午發出三號風球的機會為「較高」；按當時預測路徑，17日清晨至早上「泰利」將最接近澳門，並於澳門以南約200公里附近掠過，當局會視乎其發展強度，評估是否需要改發更高風球。
7月16日午夜時分，受“泰利”外圍下沉環流的高溫而引發的雷暴與大雨天氣影響，氣象局更一度於當天凌晨12時45分至1時40分發出黃色暴雨警告信號。上午5時，氣象局表示一號風球會在上午維持。隨後在上午11時表示，下午3時至6時將考慮改發三號風球，預測澳門風力將會增強，亦指泰利的烈風圈有機會覆蓋珠江口地區並持續影響一段時間，當局會視乎其發展強度，評估是否需要改發更高風球，並預計17日凌晨至早上發出八號風球的機會為「中等」。下午3時，氣象局正式發出藍色風暴潮警告，並預計內港沿岸地區在17日上午5時到下午1時會出現約0.4到0.8米的水浸情況。並預計發出黃色風暴潮警告為「低」。氣象局在下午5時半發出三號風球，當時泰利集結於澳門之東南350公里，並預計三號風球會在晚上維持，而發出八號風球的機率維持在「中等」。晚上10時30分，氣象局預料泰利會在澳門東南約200公里掠過，因此調高八號風球的機率至「較高」。隨後氣象局宣布會考慮在17日凌晨3時到早上6時發出八號東北風球。
7月17日凌晨2時半，氣象局宣佈將在5時半發出八號東北風球，澳門風力會逐漸增強。氣象局在凌晨5時半正式發出八號東北風球，當時泰利集結在澳門以南約250公里，氣象局預計八號風球將在上午維持，並預計澳門風向轉為偏東風後，風力將會繼續增強。民防行動中心宣佈由發出八號風球起宣佈澳門進入「即時預防狀態」。隨後在早上8時表示，隨著泰利逐漸增強及移近，預料中午時段影響澳門的風力最大，風向逐漸轉為東至東南風，屆時將轉發八號東南風球。因應泰利採取較西北路徑，氣象局在上午10時表示，泰利日間將與澳門保持約200公里距離，其烈風圈將持續影響珠江口附近，故此八號風球將於下午維持生效。氣象局在中午12時改發八號東南風球，當時泰利最接近澳門，在澳門之西南偏南約220公里掠過。 下午1時，氣象局取消所有風暴潮警告。下午3時，泰利集結在澳門西南約230公里，逐漸遠離澳門。氣象局表示受泰利雨帶影響，天氣會持續不穩定，當泰利登陸後開始遠離澳門地區，將視乎實際的風力情況，於晚上8時到10時考慮改發三號風球。氣象局在下午6時半表示會在晚上8時改發三號風球。氣象局在晚上8時正式改發三號風球，當時泰利集結在澳門之西南偏西約280公里，並逐漸遠離澳門，氣象局表示三號風球會維持一段時間；民防行動中心同時宣佈終止「即時預防狀態」。
八號風球生效14.5小時期間，民防行動中心共錄得30宗事故報告，分別為清除有墜下風險的物件、樹木及棚架倒塌、外牆石屎、瓦片剝落等，期間接獲1宗因颱風而引致受傷的個案。另外，民防行動中心查詢求助熱線共接獲53宗個案，分別涉及物件有墜下風險、道路阻塞、查詢颱風情況和口岸運作等；治安警察局亦執行打擊違規的士行動，共截查到4宗的士違規議價事件，以及檢控了11宗白牌車。社會工作局啟動避險中心第1級開放機制，開放4間避風中心，期間共有12人使用。
7月18日凌晨5時，氣象局表示泰利已在湛江登陸並逐漸遠離澳門，三號風球依然會在上午維持。早上8時，氣象局表示考慮在未來數小時取消所有熱帶氣旋警告信號。氣象局在上午10時半正式取消所有熱帶氣旋警告信號，當時泰利集結在澳門以西約480公里。
「泰利」吹襲期間，一直與澳門保持200-250公里距離，故因受泰利的烈風圈的持續影響，澳門三條大橋在10分鐘平均風速普遍達到疾勁和烈風級，最大陣風達到暴風級。

### 香港
- 當地發出之最高熱帶氣旋警告信號： 八號東北烈風或暴風信號 /  八號東南烈風或暴風信號
- 最接近當地時間：2023年7月17日上午9時
- 最接近當地位置：香港之西南偏南約250公里

隨著泰利由低壓區增強為熱帶低氣壓，香港天文台在7月14日下午12時半發出「特別天氣提示」，表示會視乎泰利的移動及發展，在翌日早上考慮發出熱帶氣旋警告信號，而會否發出更高信號，視乎泰利與珠江口的距離及會否顯著增強；並預計7月16至17日廣東沿岸的天氣會逐漸轉壞，風勢亦會逐漸增強。隨後天文台在晚上10時更新「特別天氣提示」，會在翌日早上6時前考慮發出熱帶氣旋警告信號。天文台在7月15日凌晨4時40分發出一號戒備信號，當時泰利位於香港之東南約700公里，並表示一號信號會在日間維持。
受泰利的外圍下沉氣流影響，新界氣溫普遍上升至攝氏36度或以上，泰利亦令香港空氣污染一度惡化，微弱的東北風勢不利污染物擴散，加上陽光充沛，有利臭氧及微細懸浮粒子迅速形成，環保署原先預測部份地區的空氣質素健康指數可能升至甚高或嚴重健康風險，但18個監測站僅9站升至甚高水平，未有監測站站錄得嚴重程度。勞工處亦曾發出黃色工作暑熱警告；同時往來香港的航班受到影響而取消或延誤。
天文台於下午4時45分表示隨著泰利逐漸靠近，會在翌日早上6時前考慮發出三號信號；至16日凌晨3時45分宣佈會在凌晨5時40分發出三號信號。天文台於7月16日凌晨5時40分發出三號強風信號，當時泰利集結在香港之東南偏南約450公里，並指香港當日會普遍轉吹強風，三號信號會在日間大部分時間維持；而隨後是否需要發出更高熱帶氣旋警告信號，需視乎泰利的強度變化及其相關的烈風區與珠江口的距離。隨後在上午11時45分表示，按照當時預測路徑，泰利會在翌日早上最接近香港，在香港以南約300公里內掠過，香港風向會由東北風轉為東至東南風，原本受遮蔽的地方可能會變得當風，香港風勢預計會在翌日早上稍為增強，會視乎泰利的強度變化及其相關的烈風區與珠江口的距離，評估是否需要在午夜至翌早發出八號信號；而受泰利帶來的風暴潮及天文大潮的共同影響，沿岸低窪地區翌日早上可能出現淹浸，提醒市民儘早完成防風防水浸的措施。隨著泰利進一步增強，香港晚上普遍受強風影響，離岸及高地吹烈風，並有狂風驟雨。天文台在晚上8時45分表示，香港風勢會在早上進一步增強，會考慮在午夜12時至翌日凌晨2時之間發出八號信號；隨後在晚上10時40分發出「熱帶氣旋之特別報告」，宣佈預計在翌日凌晨12時40分或之前發出八號熱帶氣旋警告信號。
7月17日凌晨香港多處地方受東北強風影響，離岸海域吹烈風，高地間中吹暴風。由於預料香港風勢將會增強，天文台於凌晨12時40分發出八號東北烈風或暴風信號，當時泰利集結在香港以南約280公里，並指泰利會在未來數小時最接近香港，在香港以南300公里內掠過，香港風力會進一步上升，南部風勢較大，預料烈風會持續一段時間，八號信號最少維持至早上7時，隨後八號信號會否維持將取決於香港風力的變化，以及泰利雨帶的相關陣風會否持續影響香港。天文台於凌晨3時45分表示，八號信號最少維持至中午12時。教育局亦因此而宣佈所有日校停課。隨著香港風向轉為東至東南，香港天文台於早上6時40分改發八號東南烈風或暴風信號，當時泰利集結在香港之西南偏南約260公里。日出後香港普遍吹東至東南烈風，高地間中吹暴風。泰利在上午9時最接近香港，在天文台總部之西南偏南約250公里掠過。適逢天文大潮加上受風暴潮影響，天文台預計大澳的海水高度會在早上8時至上午11時期間上漲至海圖基準面以上約3米或以上。因應泰利採取較偏西北路徑，與其相關的烈風區會持續影響珠江口一帶，天文台在早上8時45分表示，八號信號最少維持至下午4時。隨著泰利開始遠離香港，天文台於下午1時45分宣佈會在下午4時20分改發三號熱帶氣旋警告信號。天文台於下午4時20分改發三號強風信號，當時泰利集結在香港之西南約290公里。天文台表示，三號信號將在7月17日餘下時間維持，當泰利進一步遠離香港時，天文台會考慮改發一號戒備信號，或以強烈季候風信號取代熱帶氣旋警告信號。另外，受泰利外圍雨帶影響，天文台於下午5時50分發出黃色暴雨警告信號，至晚上7時半取消。天文台於晚上10時45分表示，會在凌晨改發一號信號。天文台於7月18日凌晨1時45分表示會考慮在短期內發出一號信號以取代三號信號，天文台於凌晨2時40分改發一號戒備信號，當時泰利移至香港之西南偏西約490公里，並表示當泰利對本港的威脅解除時，天文台會取消所有熱帶氣旋警告信號。天文台於早上6時45分表示會在短期內取消所有熱帶氣旋警告信號。隨著泰利逐漸減弱及遠離，香港普遍風力將繼續緩和，最終天文台於早上8時40分取消所有熱帶氣旋警告信號，泰利集結在香港以西約540公里，但由於離岸及高地仍吹東南強風，天文台緊接發出強烈季候風信號，維持至下午2時40分。
泰利吹襲期間，天文台測風網絡8個參考自動氣象站有5個錄得強風，其中1個錄得烈風，三號信號達標，但八號信號不達標。當中長洲以些微之差，未能錄得暴風。風暴期間，長洲、機場、西貢、啟德及流浮山錄得最高10分鐘平均風速為每小時87、57、51、43及42公里。風暴期間錄得55宗塌樹報告，一名女子在南灣泳灘被樹壓中受傷，風暴期間共造成9人受傷。渠務署確認兩宗水浸個案。

### 中國大陸
中國國家氣象中心發布之最高颱風預警信號： 颱風橙色預警信號
受颱風泰利影響，7月16日至19日，雲南南部、廣西中南部、廣東、海南、湖南南部、江西、福建西部和南部、安徽中南部、江蘇、浙江西部和西藏東南部等地有大雨或暴雨。广铁集团对7月17日全天及18日13时前途经江湛、海南环岛、海口市郊、广茂等铁路列车，16日至18日琼州海峡铁路跨海轮渡及进出岛列车采取停运措施。
7月16日，国家海洋预报台发布海浪橙色警报和风暴潮黄色警报。7月17日，水利部和中国气象局联合发布红色山洪灾害气象预警。

#### 廣東省
廣東省氣象台發布之最高颱風預警信號： 颱風紅色預警信號
受台风泰利影响，广东多地交通客运停运。7月16日，湛江市28512艘渔船回港避风。广东多地旅游景区关停。

##### 珠海市
珠海市氣象台發布之最高颱風預警信號： 颱風黃色預警信號

##### 深圳市
深圳市氣象台發布之最高颱風預警信號： 颱風黃色預警信號

#### 海南省
海南省氣象台發布之最高颱風預警信號： 颱風橙色預警信號
7月16日6时，海口新海港、秀英港、铁路南港将在停止作业，停运持续至18日。瓊州海峽全線停運。7月17日中午12时起，海口全市范围内启动“停课、停工、停运、停航、停园、停业”。海南环岛高铁停运，三亚涉山涉海景区停业。

#### 广西壯族自治区
廣西氣象台發布之最高颱風預警信號： 颱風橙色預警信號
7月16日，北海至涠洲岛航线不再运送游客上岛，17日起全线停航两天。

### 越南
7月17日，越南当局表示从广宁省及海防市撤离受到影响的3万人。

## 熱帶氣旋警告使用記錄

### 菲律賓
| 菲律賓大氣地球物理和天文服務管理局 風暴信號 | 菲律賓大氣地球物理和天文服務管理局 風暴信號 | 菲律賓大氣地球物理和天文服務管理局 風暴信號 |
| ------------------------------------------- | ------------------------------------------- | ------------------------------------------- |
| 上一熱帶氣旋                                | 一號風暴信號                                | 下一熱帶氣旋                                |
| 超強颱風瑪娃                                | 一號風暴信號                                | 颱風杜蘇芮                                  |

### 澳門
| 地球物理暨氣象局 熱帶氣旋信號 | 地球物理暨氣象局 熱帶氣旋信號 | 地球物理暨氣象局 熱帶氣旋信號 |
| ----------------------------- | ----------------------------- | ----------------------------- |
| 上一熱帶氣旋                  | 一號風球                      | 下一熱帶氣旋                  |
| 颱風尼格                      | 一號風球                      | 超強颱風杜蘇芮                |
| 颱風尼格                      | 三號風球                      | 超強颱風蘇拉                  |
| 颱風馬鞍                      | 八號東北風球                  | 超強颱風小犬                  |
| 颱風馬鞍                      | 八號東南風球                  | 超強颱風蘇拉                  |
| 颱風尼格                      | 八號風球                      | 超強颱風蘇拉                  |

| 上一次 原因：颱風尼格 （2022年11月2日至3日） | 澳門即時預防狀態 2023-07-17 05:30-20:00 | 最近一次 原因：超強颱風蘇拉 （2023年9月1日至2日） |

### 香港
| 香港天文台 熱帶氣旋警告信號 | 香港天文台 熱帶氣旋警告信號 | 香港天文台 熱帶氣旋警告信號 |
| --------------------------- | --------------------------- | --------------------------- |
| 上一熱帶氣旋                | 一號戒備信號                | 下一熱帶氣旋                |
| 強烈熱帶風暴尼格            | 一號戒備信號                | 超強颱風杜蘇芮              |
| 強烈熱帶風暴尼格            | 三號強風信號                | 超強颱風蘇拉                |
| 強烈熱帶風暴尼格            | 八號東北烈風或暴風信號      | 強颱風小犬                  |
| 強烈熱帶風暴尼格            | 八號東南烈風或暴風信號      | 超強颱風蘇拉                |
| 強烈熱帶風暴尼格            | 八號烈風或暴風信號          | 超強颱風蘇拉                |

### 中國大陸
| 国家气象中心 颱風預警信號 | 国家气象中心 颱風預警信號 | 国家气象中心 颱風預警信號 |
| ------------------------- | ------------------------- | ------------------------- |
| 上一熱帶氣旋              | 颱風藍色預警信號          | 下一熱帶氣旋              |
| 超強颱風瑪娃              | 颱風藍色預警信號          | 超強颱風杜蘇芮            |
| 颱風尼格                  | 颱風黃色預警信號          | 超強颱風杜蘇芮            |
| 強颱風梅花                | 颱風橙色預警信號          | 超強颱風杜蘇芮            |

## 外部連結
| 太平洋颱風季             |
| 主題頁 - 專題 - 編輯指南 |

- （日語）日本氣象廳首頁 （页面存档备份，存于）
- （英文）聯合颱風警報中心首頁 （页面存档备份，存于）
- （简体中文）中國國家氣象中心首頁 （页面存档备份，存于）
- （繁體中文）臺灣中央氣象局首頁 （页面存档备份，存于）
- （繁體中文）香港天文台首頁 （页面存档备份，存于）
- （繁體中文）澳門地球物理暨氣象局首頁 （页面存档备份，存于）
- （英文）菲律賓大氣地球物理和天文管理局 惡劣天氣公告 （页面存档备份，存于）
- （泰文）泰國氣象局首頁 （页面存档备份，存于）